# Emilie Benz
Emilie Benz (Zürich, 25 augustus 1863 - aldaar, 17 juni 1928) was een Zwitserse lerares, feministe en redactrice.

## Biografie
Emilie Benz was de dochter van Heinrich Benz, een steenhouwer, en van Barbara Spalinger. Na haar schooltijd in Zürich gaf ze van 1883 tot 1886 les in Napels, later in Ottenbach en vervolgens vanaf 1894 in Zürich, waar ze haar eigen modelleermethoden ontwikkelde. In 1898 richtte ze de Zürcher Lehrerinnenverein op, die ze voorzat tot 1914 en van 1918 tot 1920. Ze was ook lid van de Schweizerische Lehrerinnenverein en redactrice van de Schweizerische Lehrerinnenzeitung, waar ze een collega was van Emma Graf. Ze kwam op voor een betere opleiding van leraressen en gelijke verloning ten opzichte van mannelijke leraren. Ze zette zich tevens in voor scholen met opleidingen voor jongedames.

## Werken
- (de)  "Die Geschichte der Frauenbewegung in der Schweiz" in Handbuch der Frauenbewegung, 1, 1901, 189-210.
- (de)  "Der Stand der Frauenbildung in der Schweiz" in Handbuch der Frauenbewegung, 3, 1902, 207-235.